# Кормант (тауншип, Миннесота)
Кормант (англ. Cormant) — тауншип в округе Белтрами, Миннесота, США. На 2000 год его население составило 207 человек.

## География
По данным Бюро переписи населения США площадь тауншипа составляет 94,4 км², из которых 94,4 км² занимает суша, водоёмов нет.

## Демография
По данным переписи населения 2000 года здесь находились 207 человек, 72 домохозяйства и 55 семей.  Плотность населения —  2,2 чел./км².  На территории тауншипа расположена 101 постройка со средней плотностью 1,1 построек на один квадратный километр. Расовый состав населения: 99,03 % белых и 0,97 % коренных американцев.
Из 72 домохозяйств в 37,5 % воспитывались дети до 18 лет, в 66,7 % проживали супружеские пары, в 4,2 % проживали незамужние женщины и в 23,6 % домохозяйств проживали несемейные люди. 22,2 % домохозяйств состояли из одного человека, при том 9,7 % из — одиноких пожилых людей старше 65 лет. Средний размер домохозяйства — 2,88, а семьи — 3,33 человека.
34,3 % населения — младше 18 лет, 6,3 % — в возрасте от 18 до 24 лет, 20,8 % — от 25 до 44, 25,6 % — от 45 до 64, и 13,0 % — старше 65 лет. Средний возраст — 37 лет. На каждые 100 женщин приходилось 107,0 мужчин.  На каждые 100 женщин старше 18 приходилось 100,0 мужчин.
Средний годовой доход домохозяйства составлял 25 625 долларов, а средний годовой доход семьи —  29 500 долларов. Средний доход мужчин —  17 321  доллар, в то время как у женщин — 27 917. Доход на душу населения составил 10 537 долларов. За чертой бедности находились 24,2 % семей и 29,0 % всего населения тауншипа, из которых 36,4 % младше 18 и 20,0 % старше 65 лет.